# Algernonia leandrii
Algernonia leandrii är en törelväxtart som först beskrevs av Henri Ernest Baillon, och fick sitt nu gällande namn av Grady Linder Webster. Algernonia leandrii ingår i släktet Algernonia och familjen törelväxter. Inga underarter finns listade i Catalogue of Life.